# Daniel Hulet

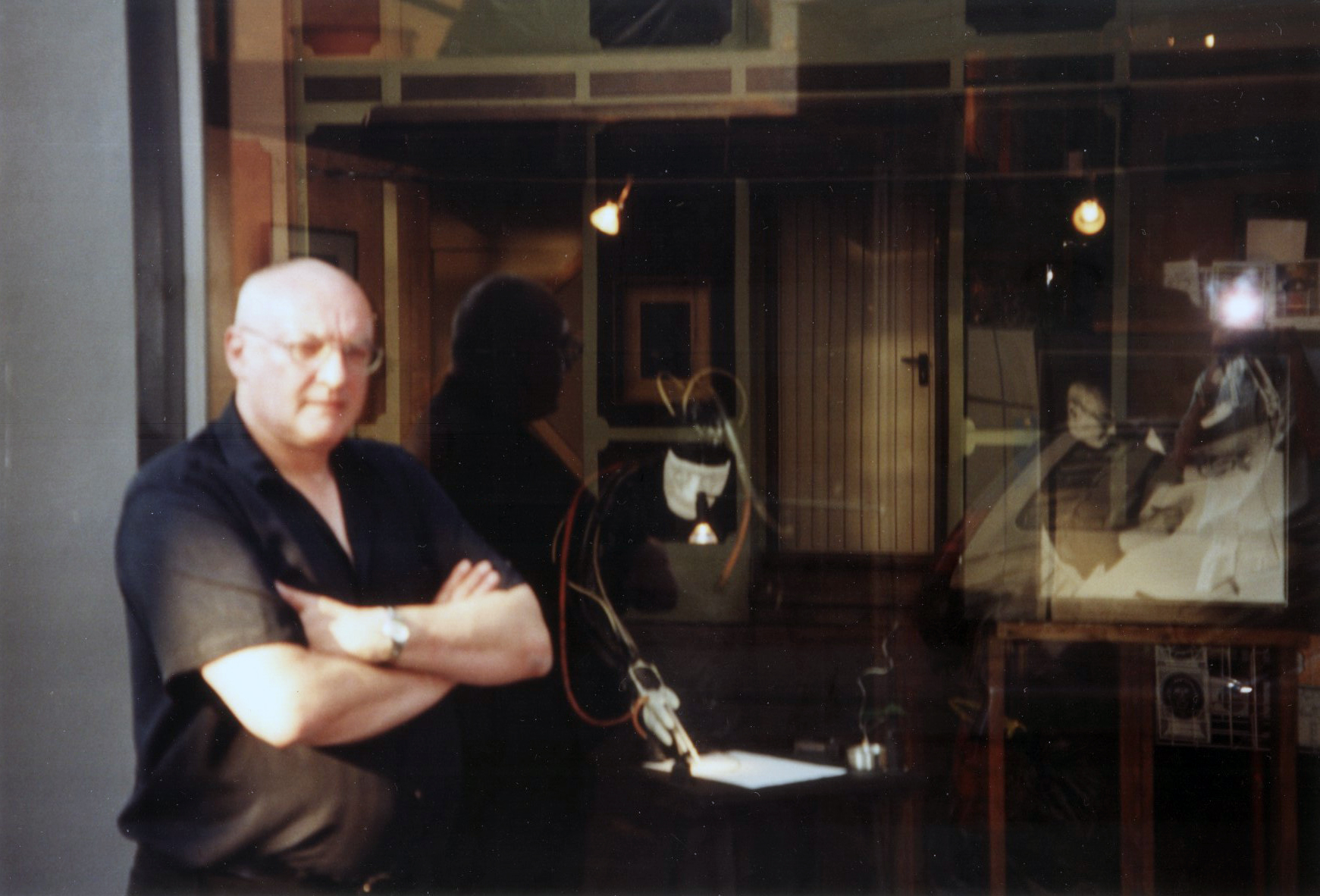
Daniel Hulet

Daniel Hulet (* 25. August 1945 in Etterbeek; † 9. September 2011 in Ostende) war ein belgischer Comiczeichner.

## Leben und Karriere
Daniel Hulet, geboren 1945 in Etterbeek, veröffentlichte ab 1975 im Comicmagazin Tintin. Auf der Grundlage von Texten des Autors André-Paul Duchâteau zeichnete er ab 1980 die Serie Pharaon für ZACK, 1985 folgte die Serie Der Weg zum Ruhm mit dem Texter Jan Bucquoy.
In seinen Werken zeigt Daniel Hulet unterschiedliche Wirklichkeiten auf, er spielt mit den Möglichkeiten der Realität. In der Reihe Immondys, die in einem quadratischen Format herausgegeben wurde, stehen die Panels teilweise auf dem Kopf oder sind wie eine Spirale angeordnet, was ein Drehen des Albums erfordert und die Wirkung der surrealistischen Zeichnungen verstärkt.
Daniel Hulet starb am 9. September 2011 im Alter von 66 Jahren.

## Werke
- L’État morbide, Bd.1, Der Turm Ehapa 1988
- L’État morbide, Bd.2, Der verschlingende Zugang Ehapa 1991
- L’État morbide, Bd.3, Waterloo Exit Ehapa 1993
- Voyages en tête étrangère, T.1 L’Energumène 1992 (Reise ins Unbewußte, Band 1, Der Besessene, Feest 1994)
- Der Weg zum Ruhm I. Das Ende der Unschuld Carlsen
- Der Weg zum Ruhm II. Ein Mann mit Ambitionen Carlsen
- Der Weg zum Ruhm III. Unter Legionären Carlsen
- Immondys, T.1 Le Casse-Tete (dt. Immondys. Jenseits des Unmöglichen. T.1 Das Teufelskreuz, Ehapa 2003)
- Immondys, T.2 Le Cote Lunaire (dt. Immondys. Jenseits des Unmöglichen. T.2 Die Seite des Mondes Ehapa 2004)
- Immondys, T.3 Le Puzzle (dt. Immondys. Jenseits des Unmöglichen. T.3 Das Puzzle Ehapa 2004)
- Extra Muros. Die Teufelskralle Ehapa 2004
- Extra Muros. Der Tanz der Wasserspeier Ehapa 2005
- Extra Muros. Der Zauberlehrling Ehapa 2006
- Pharao, Band 1-8, All Verlag 2021–2024